# Frýdlantská výšina
Frýdlantská výšina je 399,1 metrů vysoký kopec nad městem Frýdlant v okrese Liberec. Kopec je také znám jako Resselův kopec (Resselberg) nebo jako U Rozhledny. Od roku 1907 na něm stojí 21 metrů vysoká cihlová rozhledna a odpočinkový areál.

## Historie
První rozhlednu otevřel 6. června 1890 frýdlantský Okrášlovací spolek. Šlo o 14 metrů vysokou dřevěnou věž krytou po celém obvodu. Jejím stavitelem byl místní podnikatel v oboru truhlářství Josef Haupt. Ten se také později stal předsedou spolku a jeho pamětní deska se dodnes nachází na stěně rozhledny (je viditelná jen z přistavěné klubovny). Tato věž však musela být na jaře 1906 pro celkovou zchátralost vlivem povětrnostních podmínek stržena.
Již 17. května 1906 byl položen základní kámen nové rozhledny – tentokrát z pálených cihel a žulových kvádrů. Postavila ji firma Appel&Hampel za částku necelých 9000 korun, z čehož 1000 korun složil stavitel Antonín Dressler, kterého připomíná tabulka na západní straně věže a po kterém byla rozhledna nazvána Dresslerova výšina. Rozhledna včetně přistavěného pohostinství byla slavnostně otevřena 30. dubna 1907.
Dne 2. května 1940 byla správa rozhledny převedena na Německý horský spolek pro Ještědské a Jizerské hory. Po roce 1945 pohostinství nefungovalo, rozhledna byla neudržována a chátrala, přesto však zůstávala přístupná a to až do roku 1958, kdy byla nad podlažním platem stavebně upravena, zastřešena a používána jako lokální převaděč televizního signálu. Do zděné budovy někdejšího pohostinství pak bylo umístěno zařízení pro navigaci dopravních letadel.
Telekomunikační systémy byly roku 1979 přeneseny na novou ocelovou věž a na jaře roku 1980 byla rozhledna i zchátralé budovy předány frýdlantským městským národním výborem TJ Slovan Frýdlant. Tělovýchovná jednota je dala do užívání svému turistickému odboru, který ji znovu zpřístupnil 6. listopadu 1982. V roce 1992 se odbor KČT ve Frýdlantě registroval na MV ČR jako samostatný Klub turistů Frýdlant (KTF) a uzavřel smlouvu s TJ Slovan Frýdlant o dlouhodobém pronájmu celého areálu „U rozhledny“.

## Rozhledna
Na rozhlednu vede sto schodů. Kvůli vzrostlým stromům a nízké nadmořské výšce je rozhled z ní omezen, přesto lze vidět velkou část Jizerských hor a masiv Smrku, celé město Frýdlant i se zámkem, Ještěd, Lužické hory a polské povrchové doly. Rozhledna se nazývá buď prostě jako Frýdlantská rozhledna nebo Frýdlantská výšina.